# Ignacio Tapia (futbolista argentino)
Ignacio Tapia (Ciudad de Córdoba, Argentina; 1 de septiembre de 2004) es un futbolista argentino. Juega como mediocampista en el Barracas Central de la Primera División de Argentina. 

## Trayectoria
Debutó a sus 16 años, el 25 de abril de 2021 ante Nueva Chicago (0 a 0) por la fecha 7 de la Primera Nacional 2021 entrando desde el banco de suplentes. Integró la selección Argentina Sub-15 y sub-17.

## Clubes
| Club                      | País      | Período   | PJ | Anotado |
| ------------------------- | --------- | --------- | -- | ------- |
| Belgrano                  | Argentina | 2021-act. | 8  | 0       |
| Barracas Central (Cedido) | Argentina | 2025-ACt. |    |         |